# Schwalbe/Liebe
Schwalbe/Liebe (auch Hirondelle Amour, katalanisch oreneta amor) ist ein Gemälde von Joan Miró, das zwischen Herbst 1933 und Winter 1934 entstand.

## Hintergrund
Miró malte Schwalbe/Liebe im Herbst/Winter 1933/34 als Entwurf für einen Wandteppich. Über den Winter 1933/34 arbeitete Miro im Auftrag von Marie Cuttoli an vier Wandteppich-Vorlagen, Personnage avec etoile, Hirondelle - Amour, Personnage rythmique und Escargot, femme, fleur, etoile. Dabei setzte er auf poetische Vorstellungen; Alberto Giacometti, der zu dieser Zeit ein enger Freund Mirós war, sagte später: „Für mich war Miró der Inbegriff von Freiheit - luftiger, befreiter, leichter als alles, was ich je zuvor gesehen habe.“
Bereits Mitte der 1920er-Jahre hatte Miró mit Bildgedichten experimentiert; in Schwalbe/Liebe sind Figuren und Wortelemente mit verschlungenen Linienzügen verbunden. Die in Schreibschrift eingefügten Worte hirondelle und amour „stehen vor dem blauen Hintergrund, als seien sie von einem Flugzeug oder den Flugbewegungen einer Schwalbe geschrieben wurden,“ schrieb Janis Mink; „Die freie Verteilung der Gliedmaßen und Formen bewirkt ein Gefühl von Loslassen und Offenheit, Vogelflug und freiem Fall eines (oder zweier) Menschen.“
Nach Ansicht von William Rubin ist Schwalbe/Liebe Mirós Meisterwerk:
„kein anderes Einzelwerk enthält so viel von ihm, in einem so gelungenen Gleichgewicht.“
„This large painting is Miro's consummate masterpiece. No other single work contains so much of him, in such perfect equilibrium.“

## Provenienz
Das Gemälde war zunächst im Besitz von Marie Cuttoli, bevor es 1952 in den Besitz von Aimé Maeght überging, der es an Nelson A. Rockefeller verkaufte. Dieser vermachte es 1976 dem New Yorker Museum of Modern Art.